# 小用港 (呉市)
小用港（こようこう）は、広島県呉市川尻町小用にある港湾。港湾管理者は呉市。地方港湾。
2004年4月1日、呉市への編入合併により港湾管理者が川尻町から呉市になった。